# Richard Simon

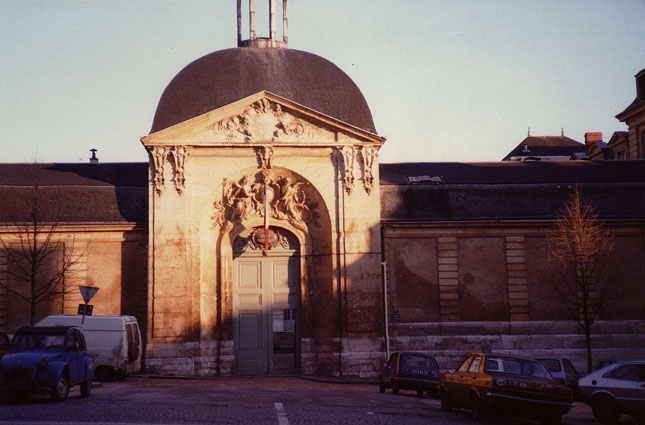
Entrada principal del Col·legi de Borbon (Rouen).

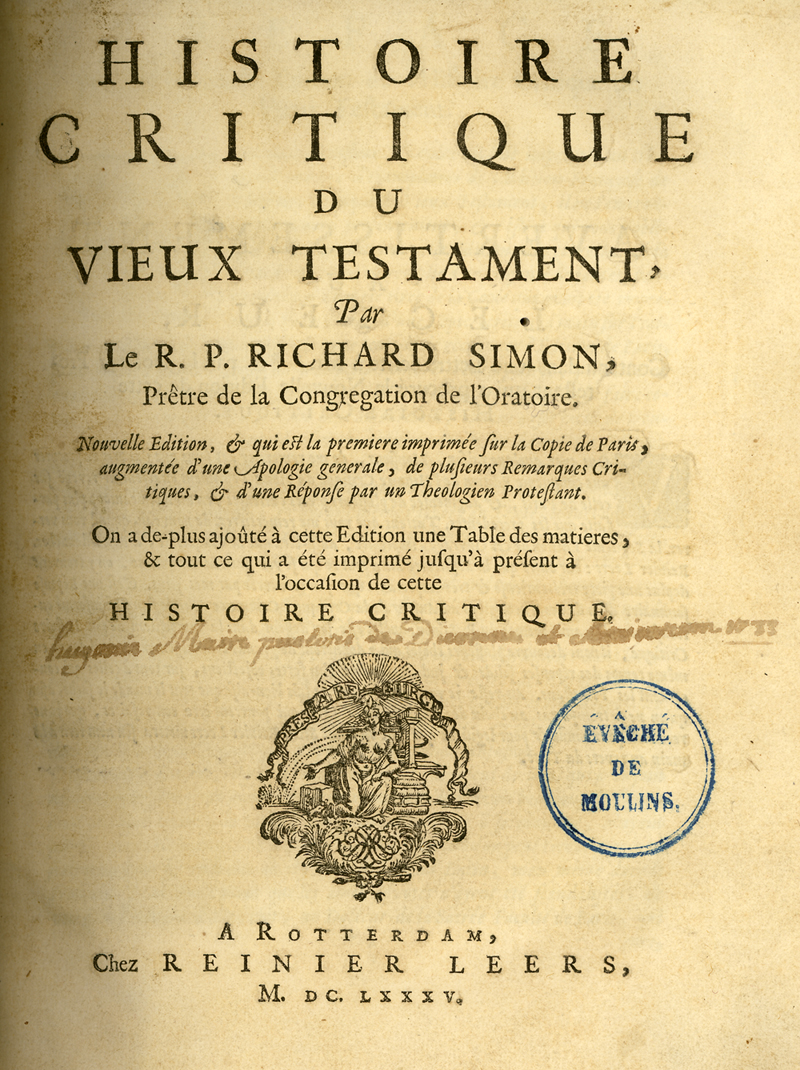
Portada de la Història crítica de l'Antic Testament, editada als Països Baixos el 1685.

Richard Simon (13 de maig de 1638, Dieppe - 11 d'abril de 1712, ibíd.) fou un sacerdot francès, iniciador de l'exegesi bíblica moderna a l'Església Catòlica.

## Biografia
Va estudiar grec i humanitats al col·legi dels oratorians a Dieppe i lògica al dels jesuïtes de Rouen, on rebé una formació intel·lectual d'influència molinista i d'un cert antiagustinisme. Després se n'anà a París per estudiar-hi teologia, i s'interessà sobretot per l'hebreu i el siríac. Durant aquests anys de formació anà adquirint un marcat esperit d'investigació i de rigor. Entrà a la Oratori el 1662 i fou ordenat sacerdot el 1670.
El contingut d'alguns dels seus escrits i certes dificultats pel seu caràcter irritable li valgueren l'enemistat dels jansenistes de Port-Royal i dels benedictins de Fécamp, que arribaren a acusar-lo de jesuïtisme en un moment en què les tendències gal·licanes feien d'aquestes acusacions un afer perillós.

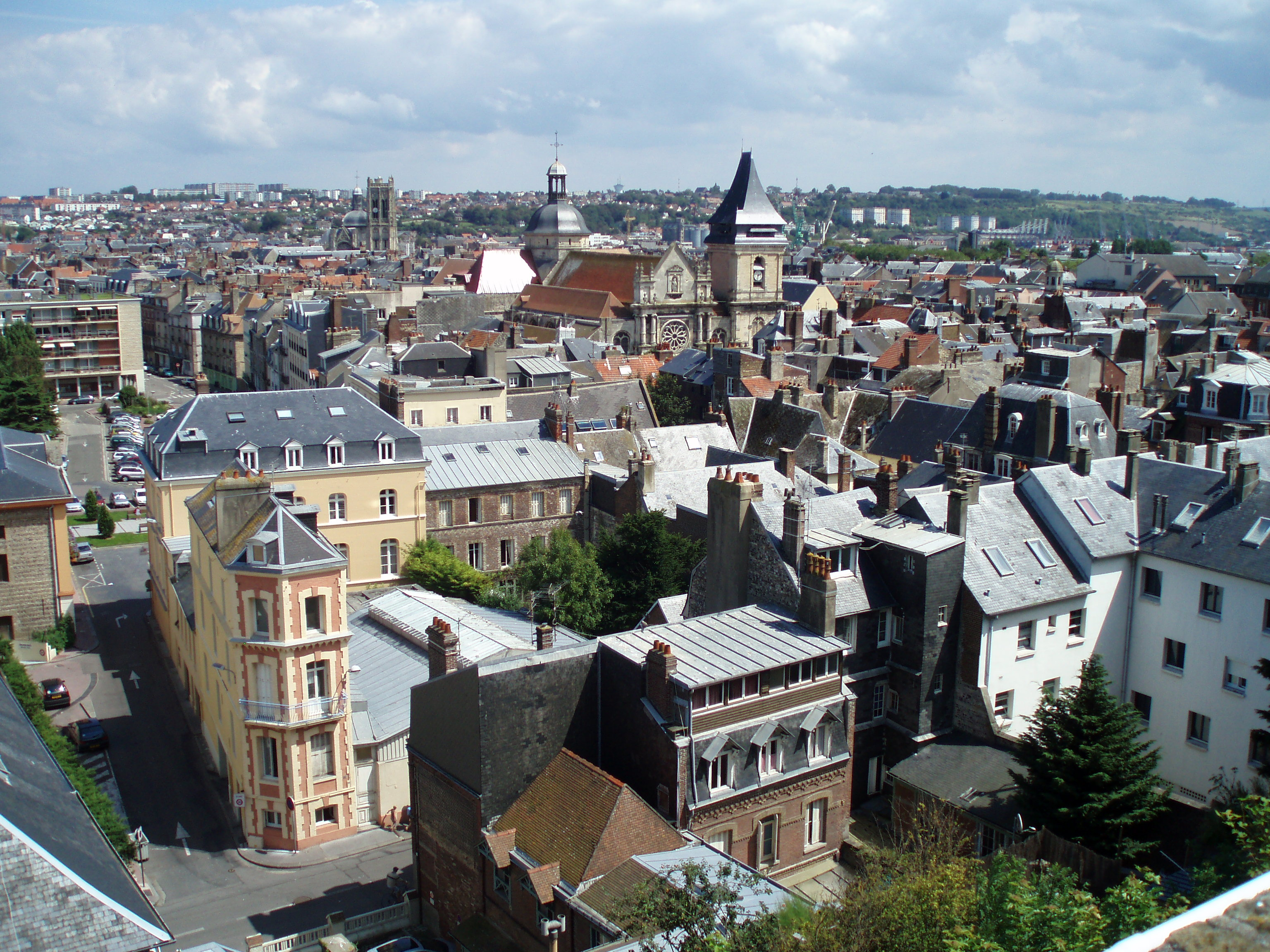
Dieppe (Normandia).

El 1678 començà l'edició de la Història crítica de l'Antic Testament, havent passat la censura de La Sorbona i tenint l'autorització de la Congregació de l'Oratori. Hi feia notar l'existència al Pentateuc de continguts duplicats, divergències importants i estils diversos que no permetien atribuir l'autoria del conjunt dels llibres a Moisès. La novetat que aportava consistia a concebre el text bíblic com una composició en diferents estrats.
Richard Simon confiava a poder dedicar aquesta obra a Lluís XIV. Per això cercà el suport del confessor del rei, el jesuïta La Chaise i del duc de Montausier, governador de Normandia i ex-hugonot. Atès que el rei estava absent de França, no pogué complir-se aquest desig ni la publicació completa del treball, sinó que fou posat en circulació per capítols. L'obra fou fortament combatuda pels seus opositors. Aquesta polèmica arribà fins a Bossuet, bisbe i preceptor del Delfí, amb fort ascendent sobre el rei. Bossuet era un ferm defensor de l'absolutisme monàrquic i del gal·licanisme, el qual veia en perill pels escrits dels intel·lectuals liberals, les teories democratitzants o plantejaments com el tiranicidi defensat en ambients d'influència jesuítica.
Com a conseqüència, l'obra fou requisada per la policia i els seus enemics oratorians aconseguiren expulsar-lo de la Congregació, passant a ser rector en un petit poble, a Bolleville. Com que no arribà a superar l'oposició de Bossuet, acabà editant l'obra als Països Baixos el 1685. Quatre anys més tard publicà també als Països Baixos la seva Història crítica del text del Nou Testament.

## Obres
- Fides Ecciesiae orientalis, seu Gabrielis Metropolitae Philadelphiensis opuscula, cum interpretatione Latina, cum notis, París 1671.
- Cérémonies et coutumes qui s'observent aujourd'hui parmi les Juifs, París, 1674.
- Histoire critique du Vieux Testament, París 1678, Rotterdam, 1685.
- Histoire critique du texte du Nouveau Testament, Rotterdam, 1689.
- Histoire critique des versions du Nouveau Testament, Rotterdam, 1690.
- Histoire critique des principaux commentaires du Nouveau Testament, Rotterdam, 1693.
- Nouvelles observations sur le texte et les versions du Nouveau Testament, París, 1695.
- Le Nouveau Testament de notre Seigneur Jésus Christ, traduit sur l'ancienne édition, avec des remarques littérales et critiques sur les principales difficultés, Trévoux, 1702.